# ليندسي كيمب
ليندسي كيمب (بالإنجليزية: Lindsay Kemp)‏‏ (3 مايو 1938 - 25 أغسطس 2018) هو مدرس وراقص وممثل وفنان رقص وممثل صامت إنجليزي.

## روابط خارجية
- ليندسي كيمب على موقع IMDb (الإنجليزية)
- ليندسي كيمب على موقع ألو سيني (الفرنسية)
- ليندسي كيمب على موقع أول موفي (الإنجليزية)
- ليندسي كيمب على موقع قاعدة بيانات برودواي على الإنترنت (الإنجليزية)
- ليندسي كيمب على موقع قاعدة بيانات الأفلام السويدية (السويدية)
- ليندسي كيمب على موقع إن إن دي بي (الإنجليزية)
- ليندسي كيمب على موقع قاعدة بيانات الفيلم (الإنجليزية)
- ليندسي كيمب على موقع كينوبويسك (الروسية)